# Удельная тяга
Удельная тяга — отношение тяги к какому-либо параметру двигателя или движителя. Используется для характеризации эффективности конструкции; в качестве параметра-знаменателя обычно выбираются:
- масса двигателя. «Удельная весовая тяга»[1], «тяговооружённость двигателя» (англ. thrust-to-weight ratio) позволяет сравнивать разные конструкции двигателей;
- массовый расход воздуха для воздушно-реактивных двигателей (этому смыслу обычно соответствует англ. specific thrust[2]);
- массовый расход рабочего тела для ракетных двигателей[3] (в этом случае обычно используется термин «удельный импульс»);
- мощность для характеризации воздушного винта[4].